# Sepulcro de los condestables Pedro Fernández de Velasco y Mencía de Mendoza

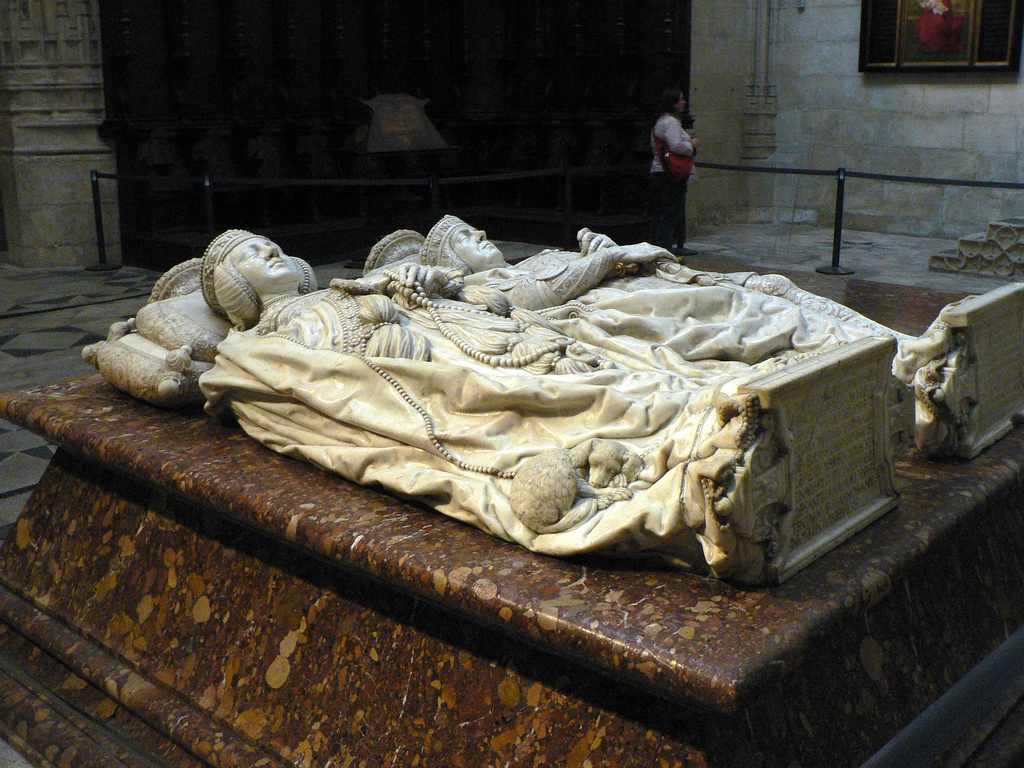
Sepulcro de los Condestables en la catedral de Burgos.

El sepulcro de los Condestables de Castilla es un monumento funerario realizado por Felipe Vigarny en mármol de Carrara, hacia el año 1500, con las estatuas yacentes de Pedro Fernández de Velasco y su esposa Mencía de Mendoza y Figueroa, colocadas en el centro de la capilla de los Condestables en la catedral de Burgos (España).

## Historia
La capilla dedicada a la Purificación de María fue encargada por los Condestables, para la función de panteón familiar y construida entre los años 1482 y 1496 por Simón de Colonia en la girola de la catedral; muestra un estilo de transición del gótico al renacimiento. Por ausencia del condestable, fue su esposa la duquesa de Frías doña Mencía la que se encargó de las obras, a la vez que también encargaba la Casa del Cordón en Burgos y en Gamonal la Casa de la Vega, por lo que cuenta la leyenda que al regreso de su marido, de participar en la conquista de Granada, le comentó: «ya tienes palacio en que morar, quinta en que holgar y capilla en que orar y te enterrar».

## Descripción

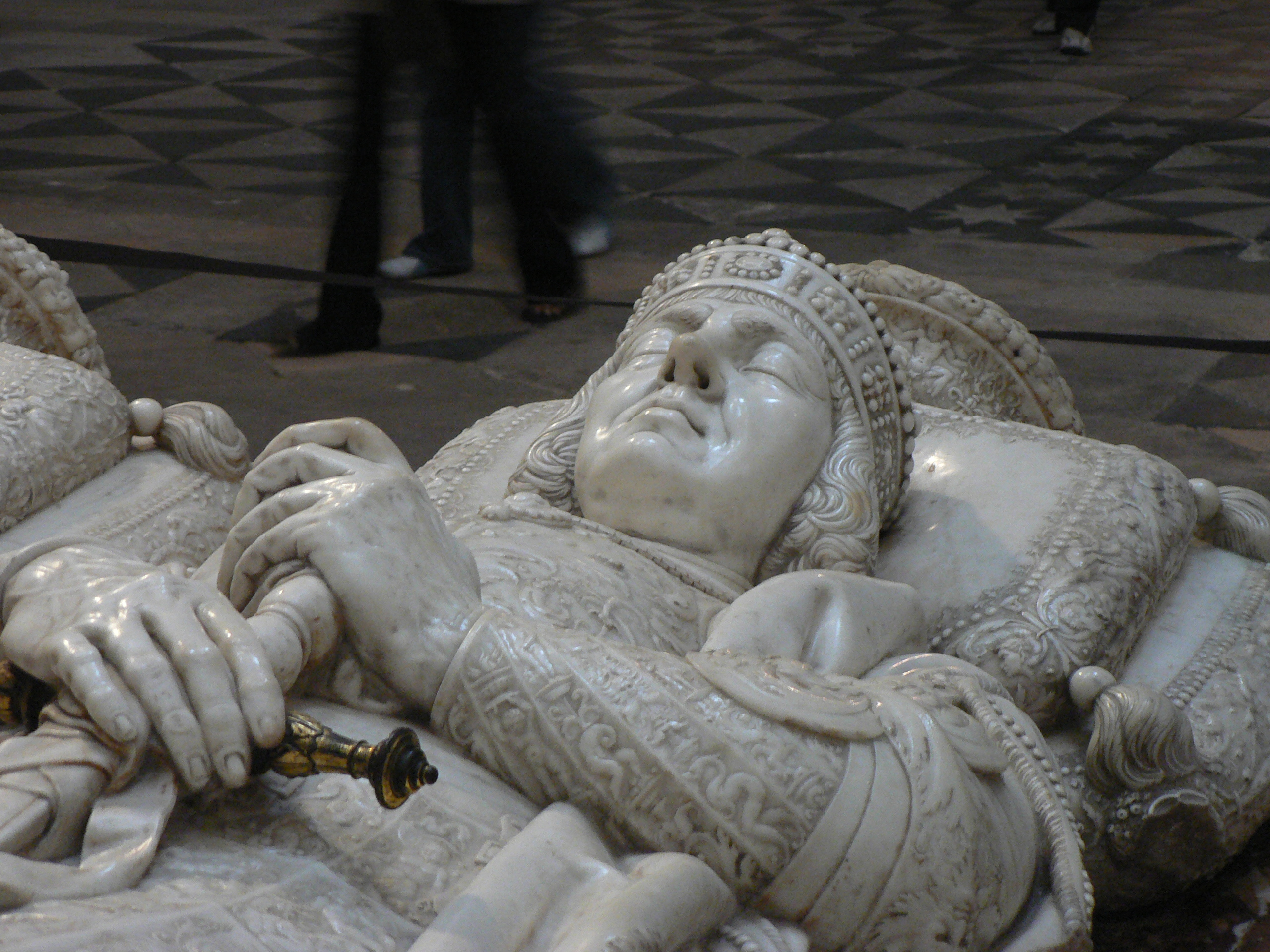
Detalle de la imagen yacente de Pedro Fernández de Velasco.

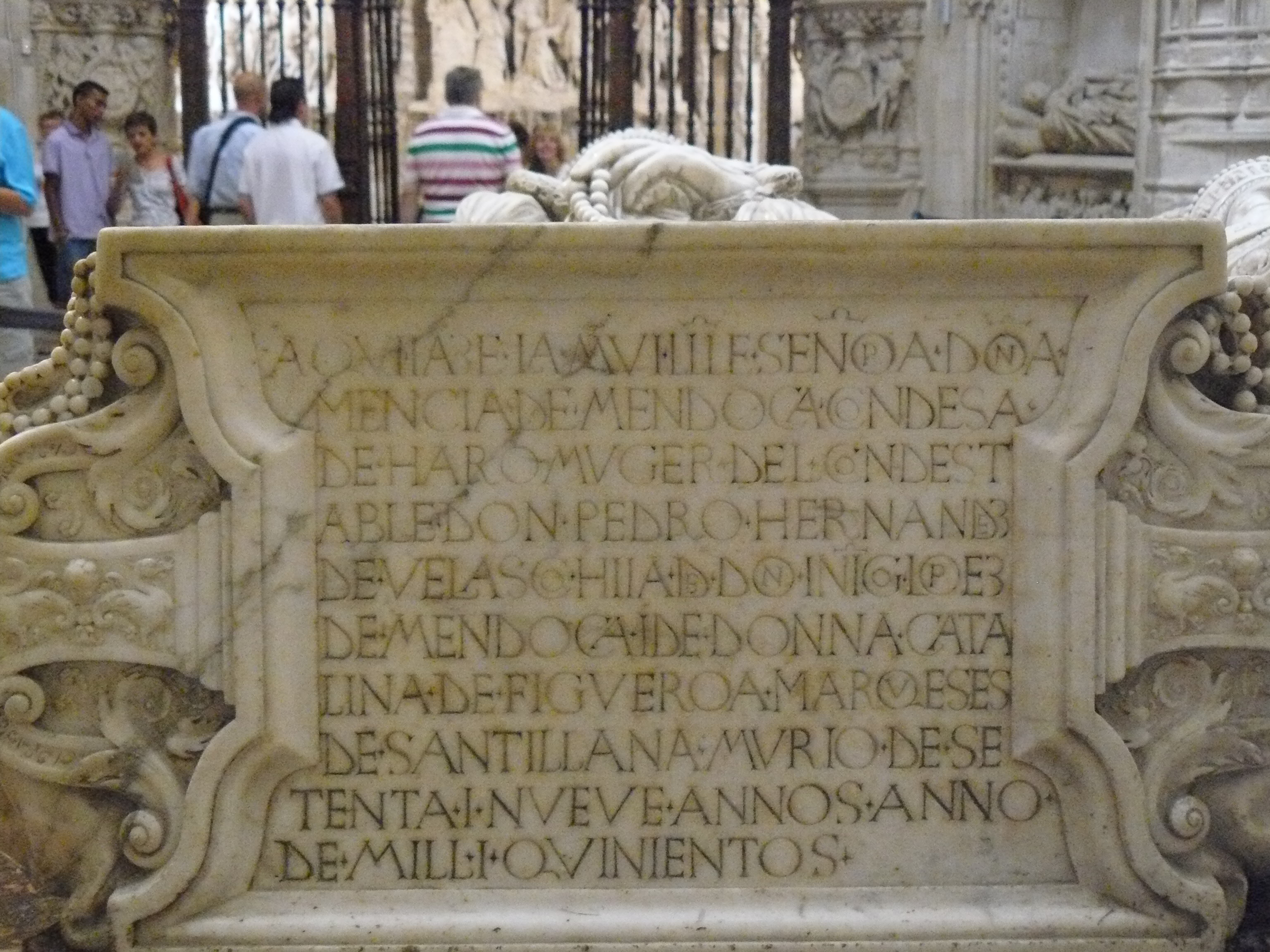
Cartela de Mencía de Mendoza en los pies de su sepulcro.

El sepulcro se encuentra colocado en medio de la capilla enfrente del altar. Las figuras de los yacentes están tratadas con gran virtuosismo y un realismo muy detallado en las facciones de los rostros, además con una gran profusión de elementos decorativos en sus vestiduras, así como en los cojines donde apoyan sus cabezas. Ambas llevan coronas condales con emblemas heráldicos, guardando cierta similitud con la estatua del sepulcro de Gonzalo de Lerma realizada por el mismo autor y colocada en la misma catedral de Burgos, aunque los ornamentos y dibujos de las vestiduras de los condestables son mucho más ricos, mostrando todo su poder social en los atributos de estos personajes. Don Pedro tiene las manos cruzadas sobre su pecho sosteniendo la empuñadura de la espada mientras que doña Mencía con las manos también sobre el pecho, aguanta un gran rosario que le cae sobre su túnica.
La cama donde se colocan los yacentes es una losa de jaspe rojizo completamente lisa  de forma troncopiramidal y los muros sin ningún tipo de ornamentación, lo que hace resaltar aún más la blancura del mármol y la decoración de las figuras tendidas sobre ella. Una cartela individual a sus pies, contiene sus epitafios. He aquí la transcripción de los mismos:

Aquí yace el muy ilustre señor don Pedro Fernández de Velasco, condestable de Castilla, señor del estado y gran casa de Velasco, hijo de don Pedro Fernández de Velasco y doña Beatriz Manrique, condes de Haro. Murió de sesenta y siete años, año de mil cuatrocientos y noventa y dos, siendo solo virrey de estos reinos por los Reyes Católicos.

Aquí yace la mujer y señora doña Mencía de Mendoza, condesa de Haro, mujer del condestable don Pedro Fernández de Velasco, hija de don Iñigo López de Mendoza y de doña Catalina de Figueroa, marqueses de Santillana. Murió de setenta y nueve años, año de mil y quinientos.